# Forseti
Forseti (przewodniczący) – w mitologii nordyckiej bóg sprawiedliwości, pokoju i prawdy. Jest bogiem z plemienia Asów, synem Baldura i Nanny. Zamieszkiwał w pałacu Glitnir (błyszczący), nazwanym tak dlatego, że jego srebrny dach i złote kolumny promieniowały blaskiem widocznym z daleka.
Był uważany za najmądrzejszego i najbardziej elokwentnego z bogów Asgardu. W przeciwieństwie do Tyra, patrona thingów, był sędzią rozjemczym. Zawsze wysłuchiwał stron, by później wydać wyrok, w którym nie można było znaleźć żadnych uchybień, a który obie zwaśnione dotąd strony uważały za sprawiedliwy.
Nie jest wymieniany jako uczestnik Ragnaroku, więc wydaje się, że jako bóg pokoju nie weźmie w nim udziału.